# Saison 2014-2015 du Sporting Club de Bastia
Maillots
Dernière mise à jour : 21 juin 2015.
Chronologie
Saison précédente Saison suivante
La saison 2014-2015 du Sporting Club de Bastia est la trente-deuxième saison du club corse de football en Ligue 1, la première division française de football, la troisième saison consécutive depuis son retour dans l'élite en 2012.
Ayant terminé à la dixième place en championnat lors de la saison précédente et n'ayant pas remporté de coupe nationale, le club ne dispute lors de cette saison aucune compétition européenne. Sur le plan national, il prend part à la Ligue 1, à la coupe de France et à la coupe de la Ligue.

## Compétitions

### Championnat

#### Journée 1 à 4
Le SC Bastia démarre officiellement sa saison le 9 août 2014, avec la réception de l'Olympique de Marseille à Furiani devant 15 534 spectateurs. À la 9e minute, Christopher Maboulou ouvre le score pour le SCB, mais l'avantage n'est que de courte durée, car André-Pierre Gignac égalise pour les Marseillais à la 11e minute. À la 17e minute, Romaric marque contre son camp et donne ainsi l'avantage à l'OM, conforté par le penalty transformé par André-Pierre Gignac à la 62e. Les Bastiais répondent très vite, après que le Sporting s'est lui aussi vu accorder un penalty à la 66e. Il est transformé par l’intermédiaire de Junior Tallo, qui venait juste d'entrer en jeu. La squadra turchina égalise à la 73e minute grâce à Maboulou, qui signe un doublé,
Pour le compte de la deuxième journée, le SCB se déplace à Paris pour affronter le PSG au Parc des Princes. Lucas Moura ouvre le score à la 26e minute pour les Parisiens, tandis qu'Edinson Cavani double la mise à la 57e minute. Les Bastiais repartent de la capitale avec une défaite et pointent juste au-dessus de la zone de relégation avec un point en deux matches. Mais ce match attire surtout l'attention en raison d'un fait divers. À la fin du match, dans les couloirs du Parc des Princes, Brandão assène un coup de tête à Thiago Motta, qui l'avait insulté pendant le match. Le 18 septembre 2014, il écope de six mois de suspension ferme. En parallèle, il est également poursuivi judiciairement par le tribunal correctionnel de Paris.
La quatrième journée voit le SCB se déplacer chez les Girondins de Bordeaux, qui, après trois victoires lors des trois premières journées, sont en tête du classement. Dominés, les Bastiais parviennent néanmoins à ouvrir le score à la 18e minute. Après avoir buté sur un Alphonse Areola performant, les Bordelais arrachent l'égalisation à la 78e minute. À la fin du match, un penalty à cause d'une main volontaire dans la surface bordelaise n'a pas été sifflée, ce qui aurait pu apporter le but de la victoire aux Bastiais.[réf. nécessaire] Avec ce match nul, les Girondins de Bordeaux restent en tête, tandis que le SC Bastia descend à la 13e place.

#### Journée 5 à 10
Le match de la dixième journée est lancé trois jours avant la rencontre par une polémique. Nice devant recevoir les Bastiais, le préfet des Alpes-Maritimes délivre un arrêté préfectoral visant à interdire « le port, la détention et l'utilisation de tout objet ou vêtement à l'effigie de la Corse ou d'un club sportif corse ». Le club bastiais dépose un recours devant le tribunal administratif de Nice émettant ses doutes sur la légalité de l'arrêté. Le lendemain, le préfet des Alpes-Maritimes modifie le texte en remplaçant « ... à l'effigie de la Corse ou d'un club sportif corse » par « ... aux couleurs du club du SC Bastia ». Cette modification rend le recours du SC Bastia obsolète, mais le tribunal condamne tout de même l'État à verser une somme de 500€ au club corse. Sur le plan du football, le match est peu rythmé et voit des Bastiais, pourtant dominés par les Niçois, transformer à la 51e minute leur seul tir cadré de la rencontre par Floyd Ayité, pour s'offrir une victoire par un but à zéro. Au moment du coup de sifflet final, le gardien remplaçant bastiais Jean-Louis Leca prend le drapeau Corse accroché au-dessus du banc bastiais et se rend au milieu du rond central pour le montrer au public. À la suite de cela, des supporteurs niçois de la tribune ultra populaire envahissent le terrain. L'entraîneur adjoint bastiais, Didier Tholot, et des joueurs corses sont légèrement blessés, ce qui pousse le SC Bastia à porter plainte contre X le 24 octobre 2014, tout en déplorant qu'aucune procédure judiciaire n'ait été engagée. Néanmoins, la police avait effectué des arrestations dès la fin du match et la LFP avait fait décider, la veille, de la fermeture à titre provisoire de la tribune populaire, en attendant une décision définitive de la commission de discipline.

#### Journées 11 à 19
Jusqu'à la 12e journée, les Bastiais réalisent un début de saison délicat et pointent à l'avant-dernière place avec seulement dix points. Le 3 novembre 2014, le club décide de licencier l'entraîneur, Claude Makelele. Le coaching est alors assuré en intérimaire par les adjoints Ghislain Printant et Hervé Sekli, Ghislain Printant sera confirmé quelques jours plus tard comme en traîneur jusqu'à la fin de la saison.

#### Classement
Extrait du classement de Ligue 1 2014-2015
| Rang | Équipe           | Pts | J  | G | N | P  | Bp | Bc | Diff |
| ---- | ---------------- | --- | -- | - | - | -- | -- | -- | ---- |
| 10   | FC Nantes        | 33  | 25 | 8 | 9 | 8  | 20 | 25 | -5   |
| 11   | LOSC Lille       | 32  | 25 | 8 | 8 | 9  | 20 | 21 | -1   |
| 12   | Stade rennais FC | 31  | 25 | 8 | 7 | 10 | 25 | 33 | -8   |
| 13   | SC Bastia        | 30  | 25 | 7 | 9 | 9  | 26 | 27 | -1   |
| 14   | Stade de Reims   | 30  | 25 | 8 | 6 | 11 | 30 | 42 | -12  |
| 15   | SM Caen          | 28  | 25 | 7 | 7 | 11 | 35 | 37 | -2   |
| 16   | FC Lorient       | 28  | 25 | 8 | 4 | 13 | 29 | 34 | -5   |
|      |                  |     |    |   |   |    |    |    |      |

### Matchs officiels
Le tableau ci-dessous retrace dans l'ordre chronologique toutes les rencontres officielles jouées par le SC Bastia durant la saison. Les buteurs sont accompagnés d'une indication entre parenthèses sur la minute de jeu où est marqué le but et, pour certaines réalisations, sur sa nature (penalty ou contre son camp).